# 상주 주씨
상주 주씨(尙州 周氏)는 경상북도 상주시를 본관으로 하는 한국의 성씨이다.

## 역사
시조 주이(周頤)는 당 덕종 때 병부시랑(兵部侍郞)을 지내고, 786년(원성왕 2년)에 부사(副使)가 되어 신라에 왔다가 귀화하여 시위부대감(侍衛府大監), 병부령(兵部令), 상주총관(尙州摠管)을 역임하고, 상주에 정착하였다고 한다. 그의 아들 주황(周璜)은 당나라에 들어가 한림학사(翰林學士)가 되었고, 귀국한 이후 희강왕 예부경(禮部卿)을 역임했다고 한다.

## 분파
- 도은공파(陶隱公派) : 20세손 주유(周瑜)를 중시조로 한다.
- 목천파(木川派)
- 박사공파(博士公派) : 주유의 동생 주선(周璿)을 중시조로 한다.
- 시랑공파(侍郞公派) : 주관(周琯)을 1세조로 한다.
- 창의공파(倡義公派) : 주관의 8세손 주선남(周善男)을 중시조로 한다.
- 판서공파(判書公派) : 19세손 주세후(周世候)를 중시조로 한다.
- 교수공파

## 인물
- 주세붕(周世鵬, 1495년 ~ 1554년) : 주유(周瑜)의 5세손. 1522년(중종 17) 별시문과에 을과로 급제하여 1541년 풍기군수가 되었고, 1543년 백운동서원(白雲洞書院)을 건립하여 조선 서원의 시초를 이루었다. 1548년 호조참판을 역임하고, 1549년 황해도관찰사가 되어 해주에 수양서원(首陽書院)을 건립하였다. 이후 대사성·동지중추부사를 역임하다가 병으로 사직을 요청하였으나 동지성균관사에 체임되었다.
- 주명신(周命新) : 조선 말기의 의학자로 『동의보감』을 참조하여 1724년(경종 4) 『의문보감(醫門寶鑑)』을 저술하였다.
- 주시경(周時經, 1876년 ~ 1914년) : 국어학자. 한자 폐지와 한글 표기를 주장하며, 현대 한글과 한국어 체계를 정립하고 보급하는 데 기여하였다.
- 주영복(周永福, 1927년 ~ 2005년) : 제22대 국방부 장관, 제42대 내무부 장관
- 주선회(周善會, 1946년 ~ ) : 헌법재판소 재판관

## 과거 급제자
상주 주씨는 조선시대 문과 급제자 6명, 무과 급제자 10명을 배출하였다.
문과
주박(周博) 주봉한(周鳳翰) 주세붕(周世鵬) 주윤창(周允昌) 주이(周怡) 주중문(周仲文)
무과
주덕량(周德亮) 주득립(周得立) 주만년(周萬年) 주명천(周命天) 주봉명(周鳳鳴) 주봉엽(周鳳曄) 주상인(周尚仁) 주억세(周億世) 주정신(周鼎新) 주지윤(周祉胤)
생원시
주명로(周命魯) 주박(周博) 주세붕(周世鵬) 주준(周{氵+寯}) 주채(周寀)
역과
주필흥(周必興)
진사시
주거원(周巨源) 주박(周博) 주봉상(周鳳祥)

## 인구
- 2000년 18,384명
- 2015년 22,909명

## 항렬자
| 세(世) | 17세   | 18세   | 19세   | 20세   | 21세   | 22세   | 23세                 | 24세                 | 25세                 | 26세                 | 27세                 |
| ------ | ------ | ------ | ------ | ------ | ------ | ------ | -------------------- | -------------------- | -------------------- | -------------------- | -------------------- |
| 위치   | 가운데 | 끝     | 가운데 | 끝     | 가운데 | 끝     | 가운데               | 끝                   | 가운데               | 끝                   | 가운데               |
| 항렬자 | 시(時) | 회(會) | 영(永) | 식(植) | 환(煥) | 재(載) | 호(鎬) 현(鉉) 종(鍾) | 수(洙) 락(洛) 호(浩) | 동(東) 목(穆) 병(柄) | 병(炳) 섭(燮) 희(熙) | 재(在) 중(中) 채(埰) |

## 같이 보기
- 초계 주씨